# كريس جونستون (لاعب كرة قدم)
كريس جونستون (بالإنجليزية: Chris Johnston)‏ (3 سبتمبر 1994 في المملكة المتحدة - ) هو لاعب كرة قدم اسكتلندي في مركز الهجوم. شارك مع منتخب اسكتلندا تحت 19 سنة لكرة القدم. أما مع النوادي، فقد لعب مع نادي كيلمارنوك.

## وصلات خارجية
- كريس جونستون على موقع الاتحاد الإسكتلندي (الإنجليزية)
- كريس جونستون على موقع قاعدة بيانات كرة القدم.إي يو (الإنجليزية)
- كريس جونستون على موقع Soccerway.com (الإنجليزية)